# Knebel von Katzenelnbogen

Wappen Knebel von Katzenelnbogen

Knebel von Katzenelnbogen war der Name eines deutschen Adelsgeschlechtes.

## Geschichte
Die Mitglieder der rheinischen Ritterfamilie Knebel waren ursprünglich Ministerialen der Grafen von Katzenelnbogen und nannten sich durchgängig nach ihnen Knebel von Katzenelnbogen, obwohl die Grafen von Katzenelnbogen, die ihren Stammsitz auf der gleichnamigen Burg im heutigen Rhein-Lahn-Kreis hatten, 1479 ausstarben. Das beiderseits des Mittelrheins begüterte Geschlecht hatte in St. Quintin in Mainz sein Erbbegräbnis. 1710 wurden die Knebel von Katzenelnbogen von Kaiser Joseph I. in den Reichsfreiherrnstand erhoben. 1816 starb die Familie in männlicher Linie aus.

## Persönlichkeiten

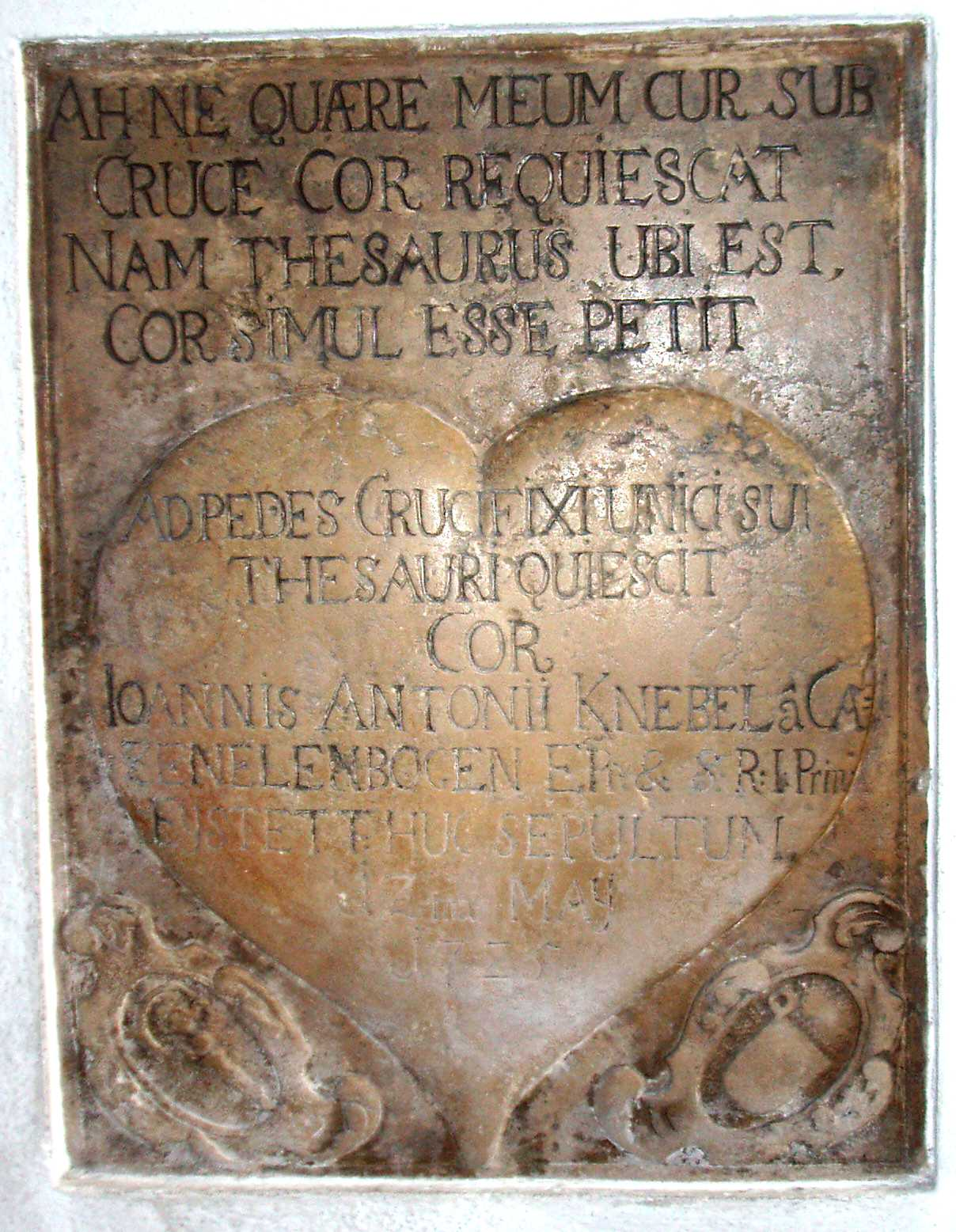
Epitaph für das Herz des Eichstätter Fürstbischofs Johann Anton I. Knebel von Katzenelnbogen im Eichstätter Dom

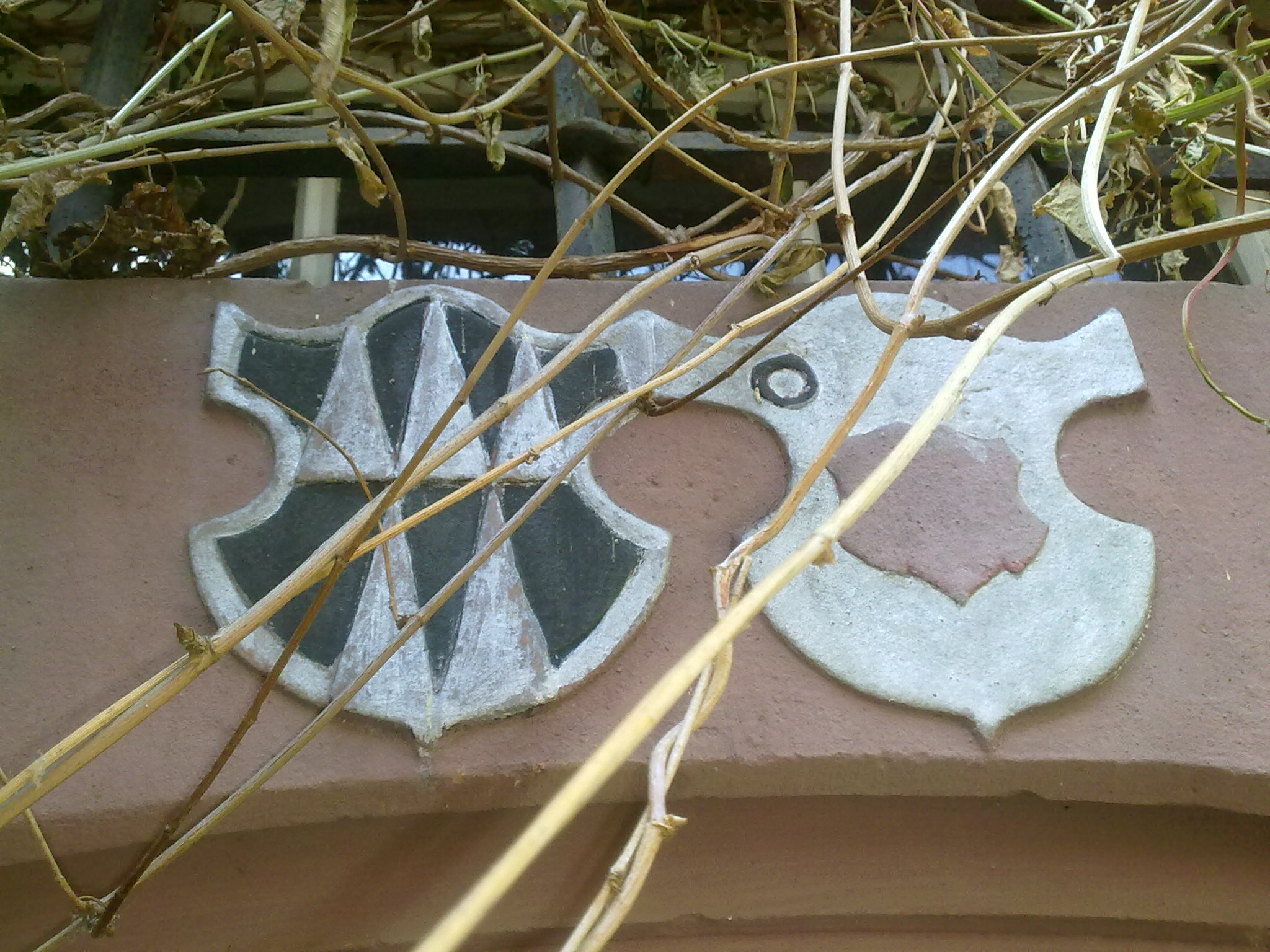
Das Doppelwappen am Wambolt’schen Schloss in Groß-Umstadt. Neben dem Besitzerwappen der Wambolt von Umstadt das Wappen der Ministerialien Knebel von Katzenelnbogen (heraldisch links).

Als Beamte standen die Knebel im Dienste von Kurfürsten und Fürsten. Mitglieder der Familie findet man auch als Domherren in Mainz, Augsburg, Eichstätt, Worms und Speyer. Einige seien genannt:
- Diether Knebel von Katzenelnbogen war 1423 Mainzer Domherr.
- Caspar Knebel von Katzenelnbogen, 1536–1540/1542 Burgmann auf Burg und Schloss Alzey[1], 1552 Amtmann im Amt Babenhausen.
- Diether Knebel von Katzenelnbogen, ab 1549 Schultheiß von Groß-Winternheim
- Dietrich Knebel von Katzenelnbogen, ab 1574 Schultheiß von Groß-Winternheim
- Johann Philipp von Knebel von Katzenelnbogen (* 1588; † 1659), kurmainzischer Rat und Oberamtmann zu Höchst und Hofheim, 1641 Schultheiß des Niersteiner Rittergerichtes, Hauptmann der Ritterschaft am Oberrheinstrom, Vater des Nachgenannten
- Johann Anton I. Knebel von Katzenelnbogen (Cazenelenbogen) (* 1646; † 1725), 1705–1725 Fürstbischof von Eichstätt
- Maria Anna Charlotte Knebel von Katzenelnbogen (* 1685; † 1755), Nichte des Vorgenannten, Gründerin und fast 40 Jahre Oberin des Eichstätter Frauenklosters Notre Dame
- Johann Philipp Christoph von Knebel von Katzenelnbogen (1648–1714), 1684 bis 1687 Oberamtmann in Tauberbischofsheim, später Obrist-Hofmarschall, Ober-Landrichter und ab 1712 Vizedom in Mainz, gleichzeitig General-Direktor der Reichsritterschaft am Rhein in Schwaben und in Franken, Vater der Vorgenannten
- Lothar Franz Knebel von Katzenelnbogen (1700–1749), Generalvikar in Worms.
- Franz Philipp Knebel von Katzenelnbogen (1736–1816), war 1771–1778 österreichischer Gesandter in Sachsen

## Wappen
Das erste Wappen war in Silber ein rotes Schildchen, im rechten Obereck von einem schwarzen Ring begleitet; Helmzier ein rotes rechtes und ein silbernes linkes Eselsohr. Die Helmdecken waren rot-silbern.
Das spätere gevierte Wappen legten sie sich als Erben der von Graenrodt (auch von Grärod, Grarath, Graurod oder Graerodt) zu. Feld 1 und 4 zeigen in Silber die rote Fläche eines Schildes und in der (heraldisch) rechten Oberecke einen schwarzen Ring (seltener auch roten Ring). Die Felder 2 und 3 zeigen in Schwarz einen goldenen Querbalken, der oben von zwei, unten von einer goldenen Kugel begleitet wird.
Das erste Wappen der Knebel von Katzenelnbogen stimmt auffallend mit den Wappen derer von Aldendorp und derer von Reifferscheid überein.

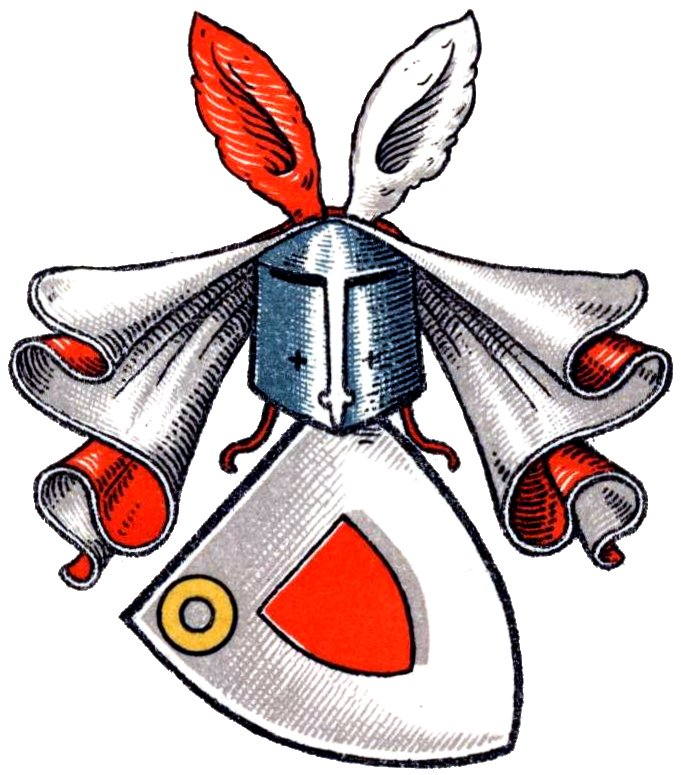
Stammwappen derer von Aldendorp
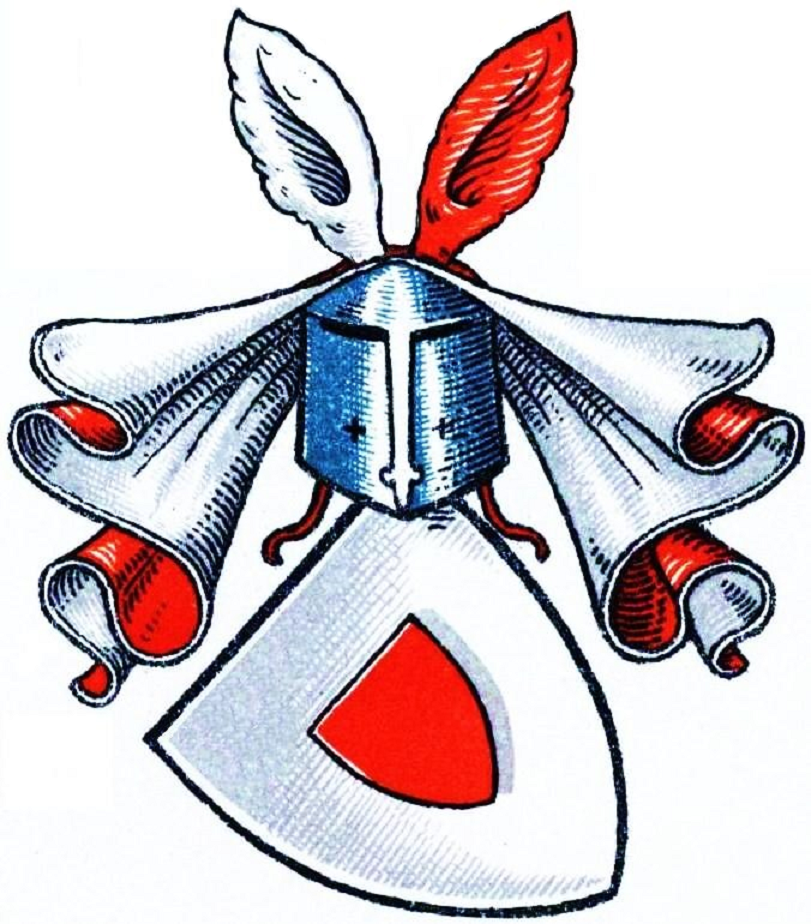
Stammwappen der älteren Reifferscheid-Linie

## Archiv
- Adelsarchiv Knebel von Katzenelnbogen (Jacoba Stoltenberg-Rössler), Archiv, Schloss Neuweier, Baden-Baden